# Ernest Cribb
Ernest Cribb   (4 d'agost de 1885 - 18 d'agost de 1957) va ser un regatista anglès de naixement, però canadenc d'adopció que va competir durant la dècada de 1930.
El 1932 va participar en els Jocs Olímpics de Los Angeles. Hi va guanyar la medalla d'argent en la categoria de 8 metres del programa de vela. Cribb navegà a bord del Santa Maria junt a Harry Jones, Peter Gordon, Hubert Wallace, Ronald Maitland i George Gyles.